# جميلة الماجري
جميلة الماجري أو جميلة الماجري السوداني هي شاعرة تونسية، ولدت بمدينة القيروان عام 1951. تعمل جميلة الماجري أستاذة للأدب العربي والترجمة في تونس. و قد نشرت العديد من قصائدها ومقالاتها في الصحف والدوريات العربية. انتخبت في ديسمبر 2008 رئيسة لاتحاد الكتاب التونسيين، وهي بذلك أول امرأة تنتخب على رأس هذه المنظمة. تكتب باللغة العربية، وهي ناقدة ولها دواوين عدة اختير أحدها من بين 142 مؤلفاً من أحد عشر بلداً عربياً.

## مؤلفاتها
من بين مؤلفاتها:
- ديوان الوجد، 1995.
- ذاكرة الطير، وهو مجموعة شعرية فازت بها عام 2006 بجائزة أبي القاسم الشابي للشعر.
- الوجع طعمه عربي وهو أيضا مجموعة شعرية.
- بغداد في الليلة الثانية بعد الألف (رواية)
- المدن والنساء (مقالات).

## الحياة الشخصية
متزوجة من الوالي السابق محمد السوداني.